# Sisia
Sisia ist eine kleine, unbewohnte Insel in der tonganischen Inselgruppe Vavaʻu.

## Geographie
Sisia ist eine kleine Insel zwischen Nuapapu, Kapa und ʻEuakafa. Sie liegt in dem Kanal zusammen mit Fonualai (W) und Katafanga.

## Klima
Das Klima ist tropisch heiß, wird jedoch von ständig wehenden Winden gemäßigt. Ebenso wie die anderen Inseln der Vavaʻu-Gruppe wird Sisia gelegentlich von Zyklonen heimgesucht.